# Shounen
Shounen (少年) eller Shonen (bogst. dreng, ungdommelig) er et japansk begreb, der i vesten først og fremmest bruges om mangaer for drenge.

## Kendetegn
Shounen-mangaer tegnes specielt for drenge, der er ved at vokse op. Fokus ligger overvejende på actionscene og kampe mod monstre og det onde, mens også dagligdagens problemer i skolen og blandt vennerne bliver beskrevet. Ofte handler historierne om ganske almindelige børn, der pludselig får særlige kræfter, og som superhelte redder deres venner eller endda hele verdenen.
Et verdenskendt eksempel på den klassiske shounen-manga er serien Naruto. Men også andre værker i denne genre er blevet kendt verden over. Shounen-mangaer offentliggøres i magasiner koncentreret om dette og tilpasset målgruppen. De mest kendte japanske shounen-magasiner er Weekly Shounen Jump, Shounen Magazine og Shounen Sunday, der udkommer hver uge.
Modstykket til shounen er shoujo, der er manga specielt lavet for piger.